# Paula Henrikson
Paula Marianne Henrikson, född 29 januari 1975, är professor i litteraturvetenskap vid Uppsala universitet.

## Biografi
Henrikson disputerade 2004 med en avhandling om Erik Johan Stagnelius. Hon blev docent 2009 och är sedan 2018 professor i Litteraturvetenskap vid Uppsala Universitet.
Henrikson är sedan 2019 ordförande i Svenska Vitterhetssamfundet.

## Priser och utmärkelser
- 2015 – Schückska priset av Svenska Akademien[1]
- 2020 – Rettigska priset av Kungliga Vitterhetsakademien[2]